# Parada de Ibaiondo
Ibaiondo es una parada de la línea Ibaiondo - Salburua del tranvía de Vitoria, explotado por Euskotren Tranbia. Fue inaugurada el 23 de diciembre de 2008 junto a todas las paradas del ramal de Ibaiondo, desde la de Angulema. Es la última parada de la línea.

## Localización
Se encuentra ubicada en la Calle Landaberde, junto a las cocheras del tranvía.

## Líneas
| Líneas que prestan servicio en la parada de Ibaiondo |            |       |             |             |
| << Cabecera                                          | < Anterior | Línea | Siguiente > | Cabecera >> |
| Término                                              | Término    | TVG   | Landaberde  | Salburua    |